# The Furies Collective

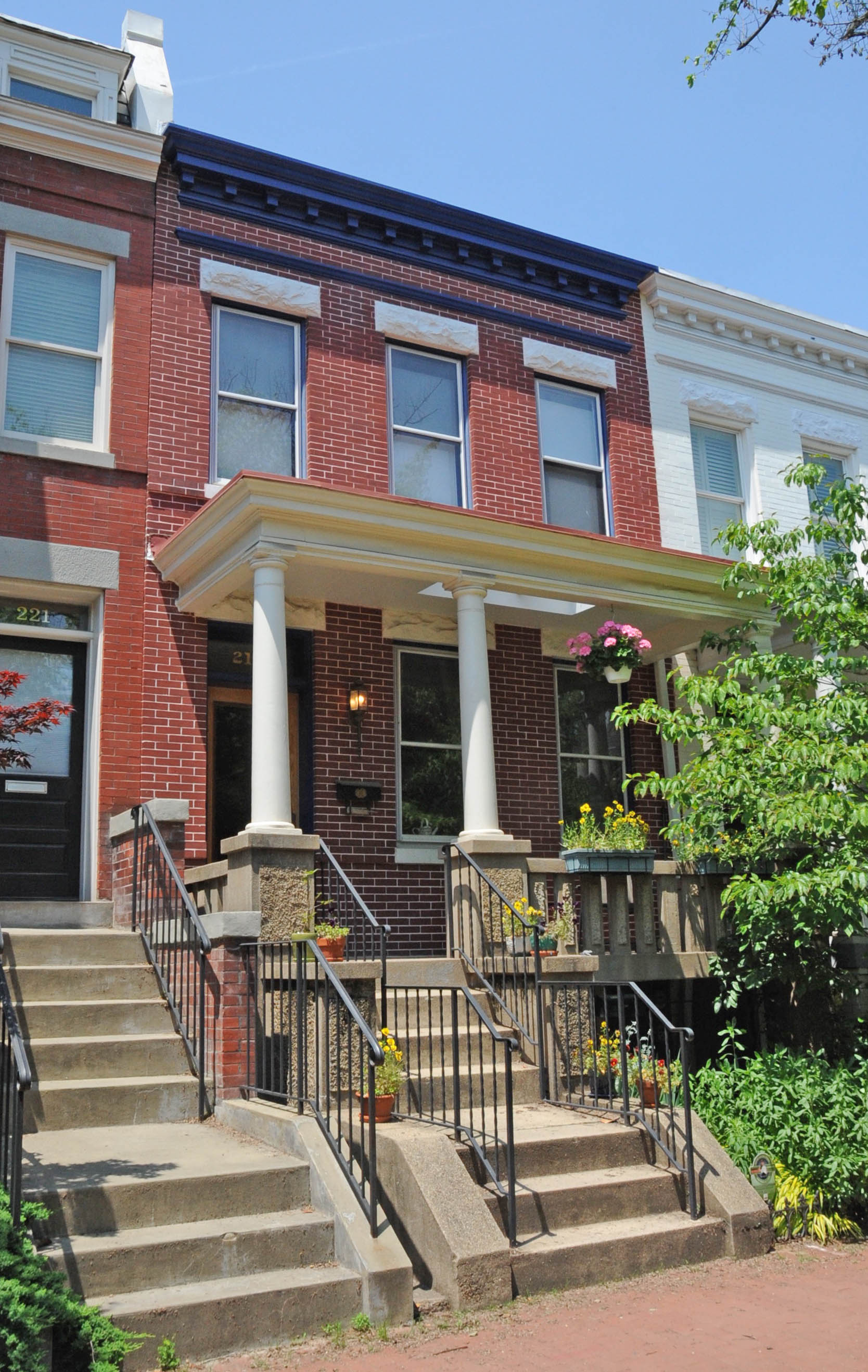
Maison à 219 11 Saint, SE, désormais sur le Registre National des Lieux Historiques

The Furies Collective est le nom donné à une communauté de lesbiennes de Washington, DC créé durant l'été 1971. Le groupe  souhaite donner une voix aux lesbiennes séparatistes par le biais de son journal, The Furies. Dans le premier numéro, en janvier 1972, Ginny Berson explique que: 

"... Le sexisme est la racine de toutes les autres oppressions, et l'oppression des lesbiennes et femmes ne se terminera pas en brisant le capitalisme, le racisme et l'impérialisme. Le lesbianisme n'est pas une question de préférence sexuelle, mais plutôt un choix politique que chaque femme doit faire si elle veut s'identifier comme femme et en cela terminer la suprématie masculine."

## Histoire et mission
The Furies Collective, domicilié au  219, 11e  rue SE à Washington, DC est avec la maison de Libération Gay et le Skyline collective  une des communautés gays les plus connues du début des années 1970. Le collectif est un modèle de féminisme lesbien qui émerge au cours du mouvement des femmes de la fin des années 1960 et 1970. Les douze femmes du collectif sont âgées de dix-huit à vingt-huit ans, toutes féministes, lesbiennes, Américaines d'origine européenne, avec trois enfants parmi elles. Elles  partagent les tâches ménagères et les vêtements, tiennent une partie de leur argent en commun, et dorment sur des matelas dans un dortoir.
Toutes les membres fondatrices ont une grande expérience militante au sein d'organisations militantes avant de commencer The Furies. En particulier, beaucoup étaient membres du Mouvement de libération des femmes (Women's Lib), plus précisément le DCWLM (D.C. Women's Liberation Movement). Le groupe  s'est construit selon le modèle d'autres mouvements révolutionnaires comme le Black Panther Party et le Weather Underground. En ce sens, le groupe vise à promouvoir une révolution mondiale à travers la mise en place de petits groupes radicaux. Elles veulent abolir le patriarcat, la suprématie blanche et l'impérialisme. Elles se  consacrent particulièrement  à l'élaboration et l'exploration de la théorie féministe, en particulier la manière dont l'identité sexuelle est construite socialement.
Une de leurs missions les conduit à monter une école pour apprendre aux femmes à réparer leurs voitures et bricoler à la maison pour ne pas être dépendantes des hommes. Les membres appellent d'autres mouvements à monter leurs propres communautés afin de permettre aux femmes de cultiver leurs relations loin du chauvinisme. Non seulement les hommes, mais également les femmes hétérosexuelles sont vues comme des freins au progrès
La plupart des membres du collectif écrivent pour la revue du collectif, The Furies. De janvier 1972 à mi-1973 le collectif le publie et le diffuse à l'échelle nationale. 
Le groupe promeut un modèle de lesbianisme pour toutes les membres du mouvement des femmes, une  identité alternative qui combine l'orientation sexuelle, l'identité de genre et la philosophie radicale. Pour Charlotte Bunch, être lesbienne "c'est s'aimer soi-même, en tant que femme, dans une culture qui dénigre et méprise les femmes." Une membre Furies, Ginny Berson, indique que "le lesbianisme n'est pas une question de préférence sexuelle, mais plutôt de choix politique." Elle déclare également "les lesbiennes doivent devenir des féministes et lutter contre l'oppression des femmes, comme les féministes doivent devenir lesbiennes si elles souhaitent mettre fin à la suprématie masculine."

## Membres
Selon Rita Mae Brown dans Rita Will les membres du collectif sont "Rita Mae Brown, Charlotte Bunch, Tasha Byrd [sic], Ginny Berson, Sharon Deevey, Susan Hathaway, Lee Schwin [sic], Helaine Harris, Coletta Reid, Jennifer Woodull  [sic], Nancy Myron et Joan E. Biren (J. E. B.)" Les noms marqués [sic]" sont  Tasha Petersen ou Peterson, Lee Schwing, et Jennifer Woodul.

## Héritage
Le collectif n'a pas duré longtemps, mais son influence s'est fait sentir au-delà de la fin du groupe. Les deux premières membres  priées de quitter le collectif furent Joan Biren et Sharon Deevey, suivies peu après par Rita Mae Brown. La newsletter survit à la dissolution du collectif au printemps de 1972 d'environ un an. Les apports théoriques des Furies au mouvement des femmes perdurent au-delà  de l'existence du groupe.  Les futurs groupes féministes à travers le pays font état de l'importance des développements théoriques du féminisme des Furies pour leurs propres efforts d'organisation. Les anciennes membres du collectif rejoignent d'autres d'organisations et activistes, en particulier dans les médias et de l'édition

## Reconnaissance
En 2016, la maison au numéro 219 de la 11e rue  St SE qui était le domicile des Furies Collective est  reconnue comme le premier monument de l'histoire des lesbiennes de Washington, DC, lors d'un vote unanime de l'Inventaire des Sites Historiques de Washington DC. Plus tard dans la même année la maison devient le premier site lesbien sur le Registre national des lieux historiques